# Дровинки (железнодорожная станция)
Дровинки — железнодорожная станция (населённый пункт) в Костромском районе Костромской области. Входит в состав Никольского сельского поселения.

## География
Находится в юго-западной части Костромской области на расстоянии приблизительно 16 км на восток-северо-восток по прямой от станции Кострома-Новая на железнодорожной линии Кострома-Галич.

## История
Название станция получила от местной деревни. Станция была известна как узловая для объектов Костромской ракетной дивизии, куда уходила боковая ветка.

## Население
Постоянное население составляло 38 человек в 2002 году (русские 100 %), 40 в 2022.